# Werner Wolf Glaser
Werner Wolf Glaser (født 14. april 1910, Köln, død 29. marts 2006, Västerås, Sverige) var en tyskfødt svensk komponist, dirigent, pianist, professor, musikkritiker og digter.

## Liv
Glaser studerede klaver, dirigering og komposition ved Kölnskonservatoriet og derefter kunsthistorie i Bonn . Han fortsatte sine studier i komposition med Paul Hindemith i Berlin, hvor han også tog kurser i psykologi. Fra 1929 til 1931 arbejdede han som dirigent ved Chemnitz Operaen og tog til Köln i 1932 for at dirigere kor. Han var forfulgt af nazisterne på grund af hans jødiske afstamning og flygtede derfor fra Tyskland til Paris i 1933. Derefter rejste han til Lyngby i Danmark og holdt foredrag på Frederiksbergs Folkemusikhojskole i København, før han under de danske jøderes redning undslap til Sverige i 1943. I Sverige dirigerede han Södra Västmanlands Orkesterförbund fra 1944 til 1959 samt ledede Västerås Musikskola, hvor hans kolleger inkluderede Ivar Andrén og Gunnar Axén, indtil 1975. Han skrev også musikanmeldelser og digte til det regionale daglige blad Vestmanlans Läns Tidning. Han døde i 2006 og blev begravet på den jødiske kirkegård i Stockholm.
Glaser efterlod en omfattende samling af værker, der spænder over mange forskellige genrer. Hans tonale sprog afslørede en indflydelse fra Hindemith, men han udviklede også sin egen individuelle stil.

## Udvalgte værker

### Orchestral
- Symfoni nr. 1, op. 10 (1933–34)
- Symfoni nr. 3 (1936–40)
- Trilogi for orkester nr. 1 (1939)
- 5 stykker til orkester (1940–42)
- Symfoni nr. 4 (1943)
- 2 korte orkesterstykker (1945)
- Præludium for Orchestra (1947)
- Symfoni nr. 5 (1947–49)
- Idyll, Elegy og Fanfare for Orkester (1954)
- Symfoni nr. 6 Sinfonia breve della transparenza (1955–57)
- Koncert til orkester nr. 2 (1957)
- Sorgmusik över da Flicka for String Orchestra (1957)
- Symfoni nr. 7 Azione tardante (1959)
- Symphony No. 8 Fyra dans-scener ( Fire Dance Scenes ) (1964)
- Violin Concerto (1964)
- Koncert til orkester nr. 3 Conflitti (1965–66)
- Förvandlingar ( Transformations ) for Orchestra (1966)
- Paradosso I for String Orchestra (1967)
- 3 Symphonic Dances for Orchestra (1975)
- Symfoni nr. 9 (1976)
- Adagio til strenge Ruhe und Unruhe (1977)
- Symfoni nr. 10 (1979–80)
- Trilogi til orkester nr. 2 (1981)
- Symfoni nr. 11 (1983)
- Nigeria (1986), suite baseret på gamle nigerianske skulpturer
- Tema og variationer (1987)
- Symphony No. 13 (1990)
- Baritonsaxofon- koncert (1992)

### Kammermusik
- Sonata til viola og klaver (1939)
- Gamle man (1943) til stemme og klaver
- Dansvisa (1945) for stemme og klaver
- Tranquillo til violin (eller fløjte) og viola (1946)
- Allegro, Cadenza e Adagio til saxofon og klaver (1950)
- Capriccio nr. 2 for viola og klaver (1963)
- Duo for to violiner (1966), optaget af Duo Gelland for Nosag
- Ordo Meatus (1967) for oboe d'amore
- Serioso (1969) for obo og cembalo
- Absurt divertimento (1974) for sopran og vindkvintet
- Sommar (1975) til sopran og fløjte
- Sommar (version 2, 1976) til stemme og klaver
- Marsch i skrattspegel (1976) til vindkvintet
- Per Sylvestrum (1977) for fløjte og klaver
- Fågelliv ( Vie d'oiseau ) (1980), tre stykker til sopran og strengtrio
- Pensieri til viola solo (1981)
- Fanfara per ASEA (1983) til 3 trompeter og timpani
- Solo til Euphonium

### Harmoniorkester
- Concerto della Capella (1960) til symfoniske vinde og klaver
- Koncert til koncertband (1966)
- Marsch i blåsväder) (1974)
- Symphony for Wind Instruments (1980)
- 3 stykker for 11 Saxofoner (1981) i 2 sopran, 4 alto, 2 tenor, 2 baryton og 1 bas saxofoner

### Kor
- Der Tod ist groß (1936) for blandet kor
- Melankolians visir Suite (1963)
- Dagen Suite (1964)
- Årskrets (1967) til børnekor
- Vårmosaik (1968) for blandet kor og strygekvartet

### Scene
- Persefone (1960), ballet i 3 handlinger
- En naken kung (1971), opera i 2 handlinger
- Möten (1970), kammeropera for vokalsolister, fløjte, klarinet og strykeorkester
- Les cinq pas de l'homme (1973), ballet

### Kantater og religiøs musik
- Tystnad (1966), kantata for sopran, fløjte, altsaxofon, bas klarinet, trommer, gong, violin, cello og hjul til hjul
- Porten (1968), Advent kantate for sopran og orgel
- En aftonkantat (1973), kantater for vokal-solister, to blandede kor, fløjte, klarinet, horn og orgel
- Meditationspsalm (1972) til blandede stemmer og orgel